# پیترابوندانته
پیترابوندانته (به ایتالیایی: Pietrabbondante) یک کومونه در ایتالیا است که در استان ایسرنیا واقع شده‌است. پیترابوندانته ۲۷٫۳ کیلومتر مربع مساحت و ۸۳۸ نفر جمعیت دارد و ۱٬۰۲۷ متر بالاتر از سطح دریا واقع شده‌است.